# زانکت لورنتس
زانکت لورنتس (به آلمانی: Sankt Lorenz) یک منطقهٔ مسکونی در اتریش است که در ناحیه وکلابروک واقع شده‌است. زانکت لورنتس ۲۳ کیلومتر مربع مساحت دارد ۴۹۰ متر بالاتر از سطح دریا واقع شده‌است که ۳۸٫۵٪ آن از جنگل و ۵۲٫۱٪ آن از مزارع کشاورزی تشکیل شده‌است.